# Kurkkio
Kurkkio is een dorp binnen de Zweedse gemeente Pajala. Het ligt op de grens met de gemeente Gällivare en de provincie Norrbottens län. Kurkkio is te bereiken via een doodlopende eigen weg vanuit Junosuando. Het is gelegen aan een verbreding in de Torne, plaatselijk aangeduid met Juopasuando.
Aareavaara · Anttis · Huukki · Isovaara · Jarhois · Juhonpieti en Erkheikki · Junosuando · Kainulasjärvi · Kangos · Kardis · Kassa · Kätkesuando · Käymäjärvi · Kaunisvaara · Kengis · Kenttä · Keräntöjärvi · Kieksiäisvaara · Kiilarova · Kihlanki · Kitkiöjärvi · Kitkiöjoki · Kolari · Kompelusvaara · Korpilombolo · Kurkkio · Lahenpää · Lahnajärvi · Lautakoski · Liviöjärvi · Lovikka · Männikkö · Muonionalusta · Muodoslompolo · Narken · Nuuksujärvi · Ohtanajärvi · Oksajärvi · Pääjärvi · Pajala · Parkalompolo · Pentäsjärvi · Peräjävaara · Pimpiö · Ristimella · Ruosteranta · Sahavaara · Saittarova · Salmijärvi · Särkimukka · Sattajärvi · Selkäjärvi · Suaningi · Talinen · Tärendö · Teurajärvi · Torinen · Törmäsniva · Tornefors